# عزة مجاهد
عزة مجاهد (26 يوليو 1976 -)، ممثلة مصرية.
هي ابنة للممثلة والراقصة «فيفي عبده»، بدأت العمل بالتمثيل عام 2012 بمشاركتها بالجزء الثاني من مسلسل كيد النساء واستمرت بالعمل الفني كممثلة بعد ذلك.

## حياتها الخاصة
تزوجت عزة كمال مجاهد من المحاسب محمود دسوقي في سنة 1992م، وكانت تبلغ من العمر 16 عاماً. واستمر زواجهما خمسة وعشرين عاماً، وتوفى زوجها في عام 2017.

## أعمالها
| سنة الإنتاج | المسلسل     | بمشاركة |
| ----------- | ----------- | --- |
| 2012        | كيد النسا 2 | فيفي عبده، نبيلة عبيد، أحمد بدير، ميمي جمال، دينا فؤاد، أيتن عامر                                             |
| 2013        | القاصرات    | صلاح السعدني، داليا البحيري، نهال عنبر، ياسر جلال، عايدة رياض، جمال إسماعيل                                   |
| 2018        | فوق السحاب  | |
| 2025        | العتاولة 2  | أحمد السقا ، طارق لطفي ، باسم سمرة ، زينة ، فيفي عبده ، مصطفى ابو سريع ، ميمي جمال ، هدى الاتربي ، نسرين أمين |

## روابط خارجية
- عزة مجاهد على موقع الدهليز
- عزة مجاهد على موقع قاعدة بيانات الأفلام العربية